# Joacine Katar Moreira
Joacine Elysees Katar Tavares Moreira (1982) es una política y activista portuguesa de origen bisauguineano, diputada en la Asamblea de la República desde 2019 hasta 2022.

## Biografía
Nacida el 27 de julio de 1982 en Guinea-Bisáu, vive desde los 8 años en Portugal. Presenta un trastorno de tartamudez.
Adquirió la nacionalidad portuguesa por naturalización en 2003.
Se licenció en historia moderna y contemporánea. Posteriormente obtuvo un máster en estudios de desarrollo y un doctorado en estudios africanos. Fundadora del Instituto de la Mujer Negra en Portugal (INMUNE), fue incluida como cabeza de lista en la candidatura de Livre (L) de cara a las elecciones legislativas de Portugal de octubre de 2019 en la circunscripción electoral de Lisboa.
Resultó elegida como diputada de la Asamblea de la República en los comicios, estrenando así el partido representación parlamentaria por primera vez desde su fundación en 2014.